# Basiliek van Santa Cecilia in Trastevere
De Basiliek van Santa Cecilia in Trastevere (lat. Basilica Sanctae Caeciliae trans Tiberim) is een kerk gewijd aan de heilige Cecilia. Ze ligt drie kilometer ten zuiden van Vaticaanstad, in de Romeinse wijk Trastevere.

## Geschiedenis
Sint Cecilia, patrones van de muziek, stierf rond 230 na Christus de marteldood in haar woning op de plaats van de huidige kerk. Nadat haar moordenaars tevergeefs hadden geprobeerd haar door verstikking om te brengen, werd zij onthoofd. Misschien werd reeds in de vierde eeuw op de plaats van haar woning een eerste kerk gebouwd, maar archeologisch kan dit niet worden bewezen. Wel zijn er onder de huidige kerk gedeelten van antieke woningen opgegraven en is reeds in teksten van de 5de eeuw een "titulus Caeciliae" vermeld.
Na haar dood was Cecilia's lichaam lange tijd vermist, tot het in 820 na Christus werd ontdekt in de Ceciliacrypte in de Catacombe van Sint-Calixtus aan de Via Appia. Paus Paschalis I gaf de opdracht om haar lichaam te herbegraven op de plaats van haar marteldood en er alsnog een kerk op te richten met daaraan verbonden een klooster gewijd aan Santa Cecilia en Sant'Agata. Uit die beginperiode stamt o.a. het mozaïek in de apsis van de kerk. Het 9de-eeuwse gebouw is bewaard gebleven, maar in de loop der eeuwen onderging het wel belangrijke transformaties:
- In de 12de eeuw kreeg de kerk een klokkentoren.
- In de 13de eeuw werd het interieur van de kerk versierd met fresco's van Pietro Cavallini en werd boven het hoofdaltaar een ciborium opgericht, gebeeldhouwd door Arnolfo di Cambio.
- De heropening van het graf van de heilige in 1599 gaf aanleiding tot de verbouwing van de confessio vóór het hoofdaltaar. Een monument van de heilige werd in een speciale nis onder het hoofdaltaar geplaatst.
- Nog meer ingrijpende veranderingen aan het kerkgebouw werden aangebracht in de 18de eeuw: de kerk kreeg een nieuwe vloer en nieuw gewelf; de ramen kregen een andere vorm, de voorgevel werd gewijzigd, en het voorhof (cortile) kreeg een poortgebouw aan de Piazza di Santa Cecilia.
- In de 19de eeuw werden de antieke zuilen van het middenschip ingekapseld in gestucte bakstenen pilasters.
- In het begin van de 20ste eeuw werd de crypte getransformeerd en opnieuw gedecoreerd.

## Beschrijving

### Poortgebouw en exterieur

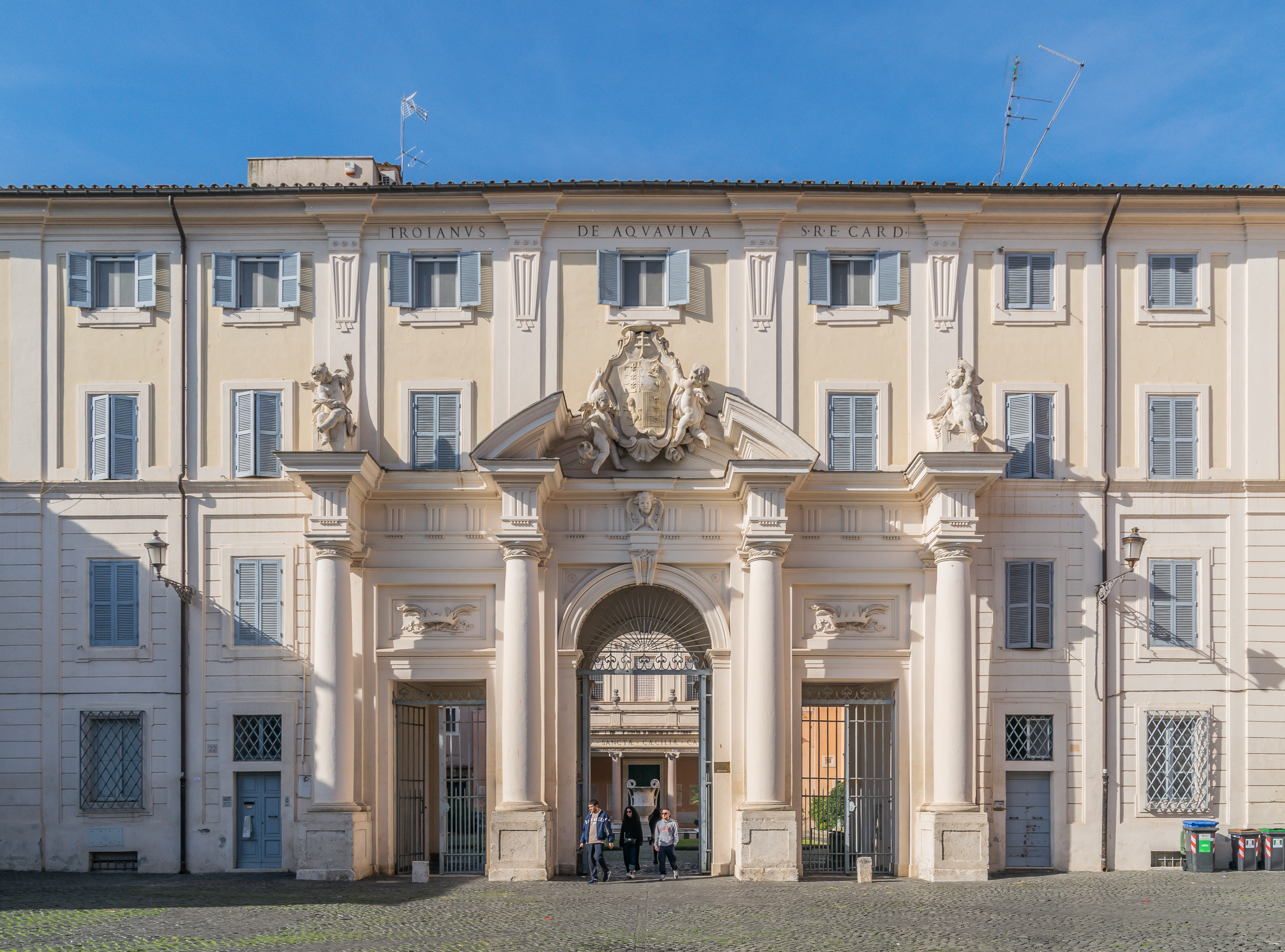
Poortgebouw aan de Piazza di Santa Cecilia.
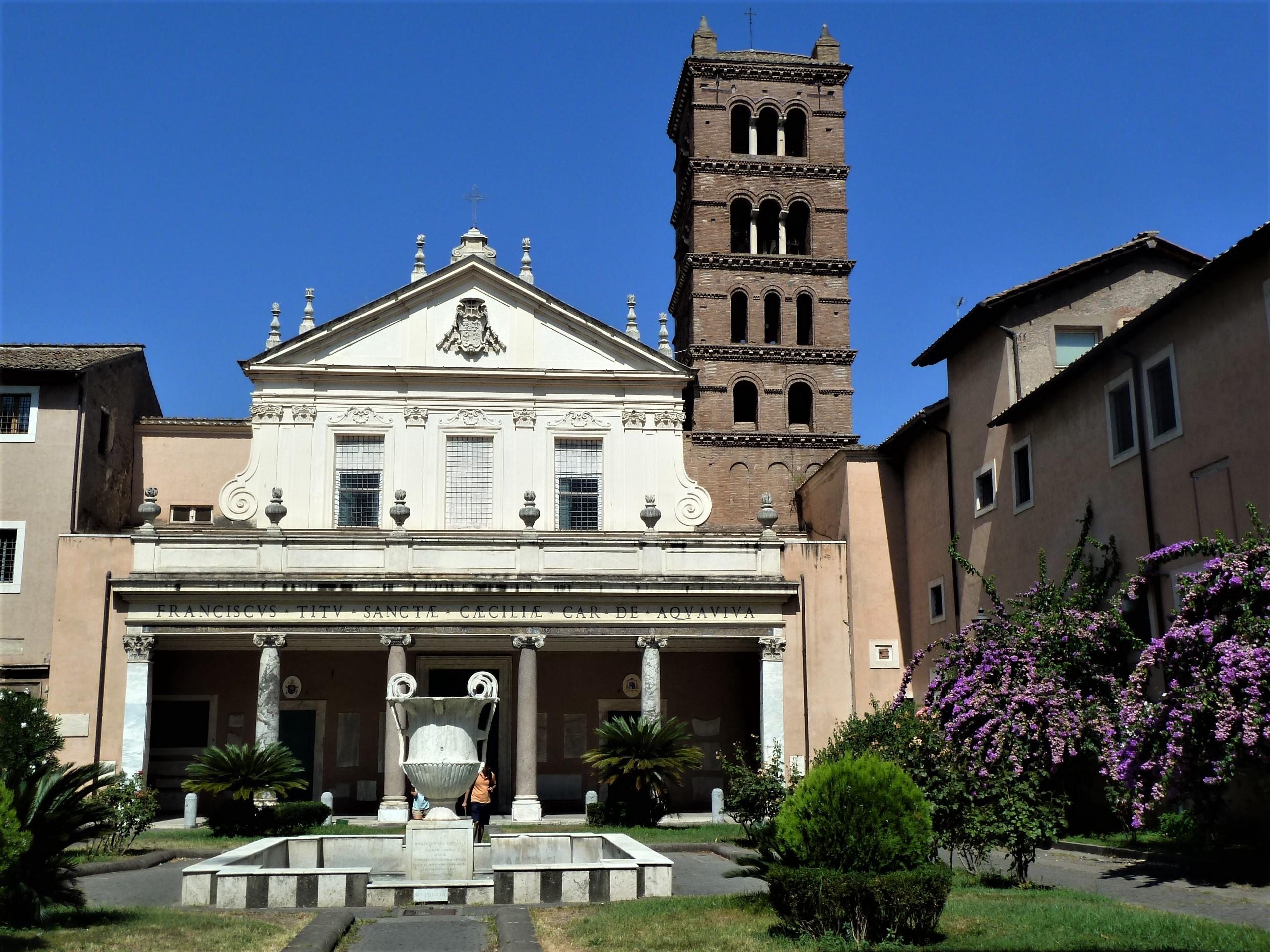
Cortile, narthex en gevel van de kerk, en campanile.
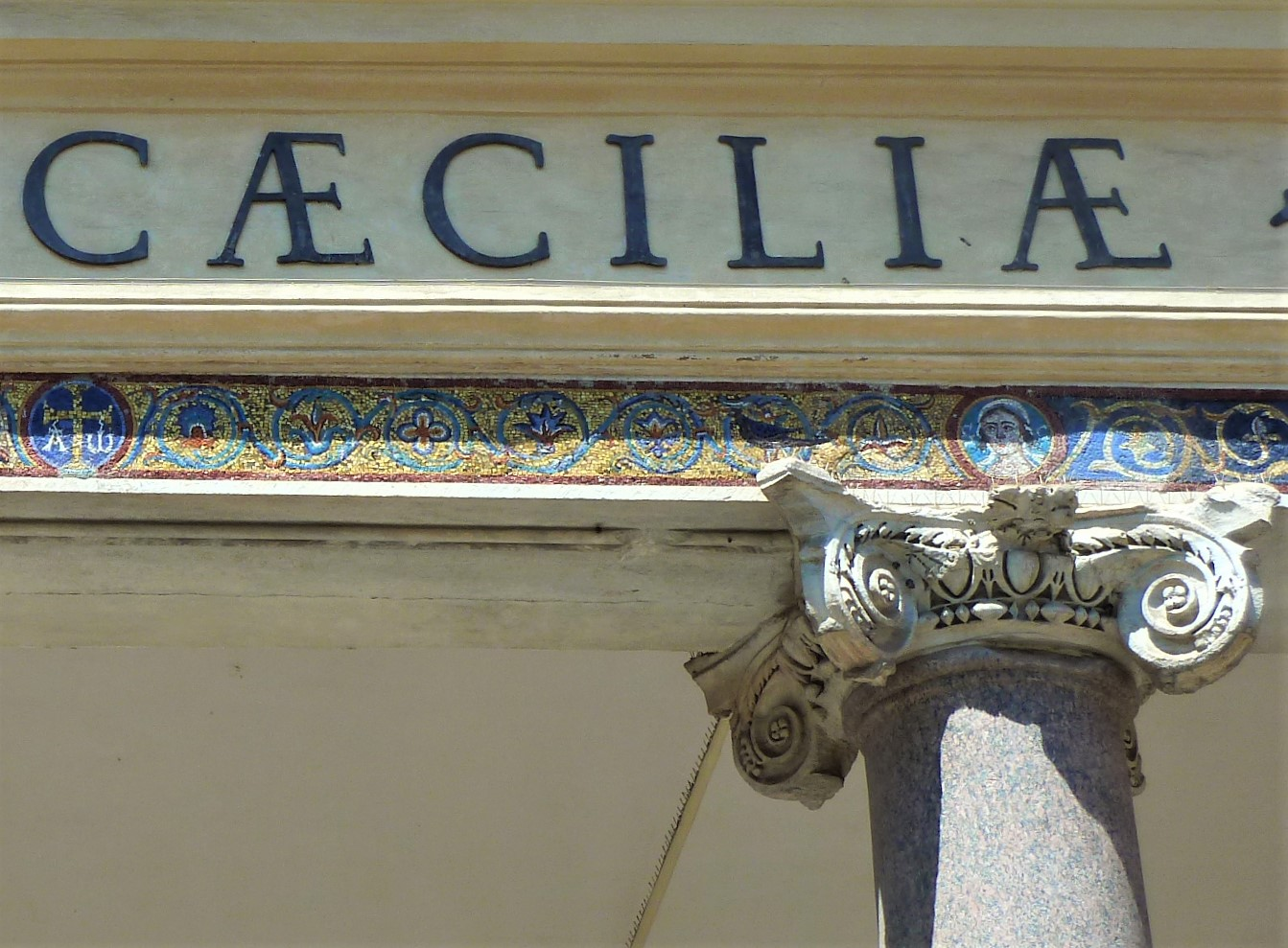
De narthex: mozaïek op de fries boven de ionische kapitelen.
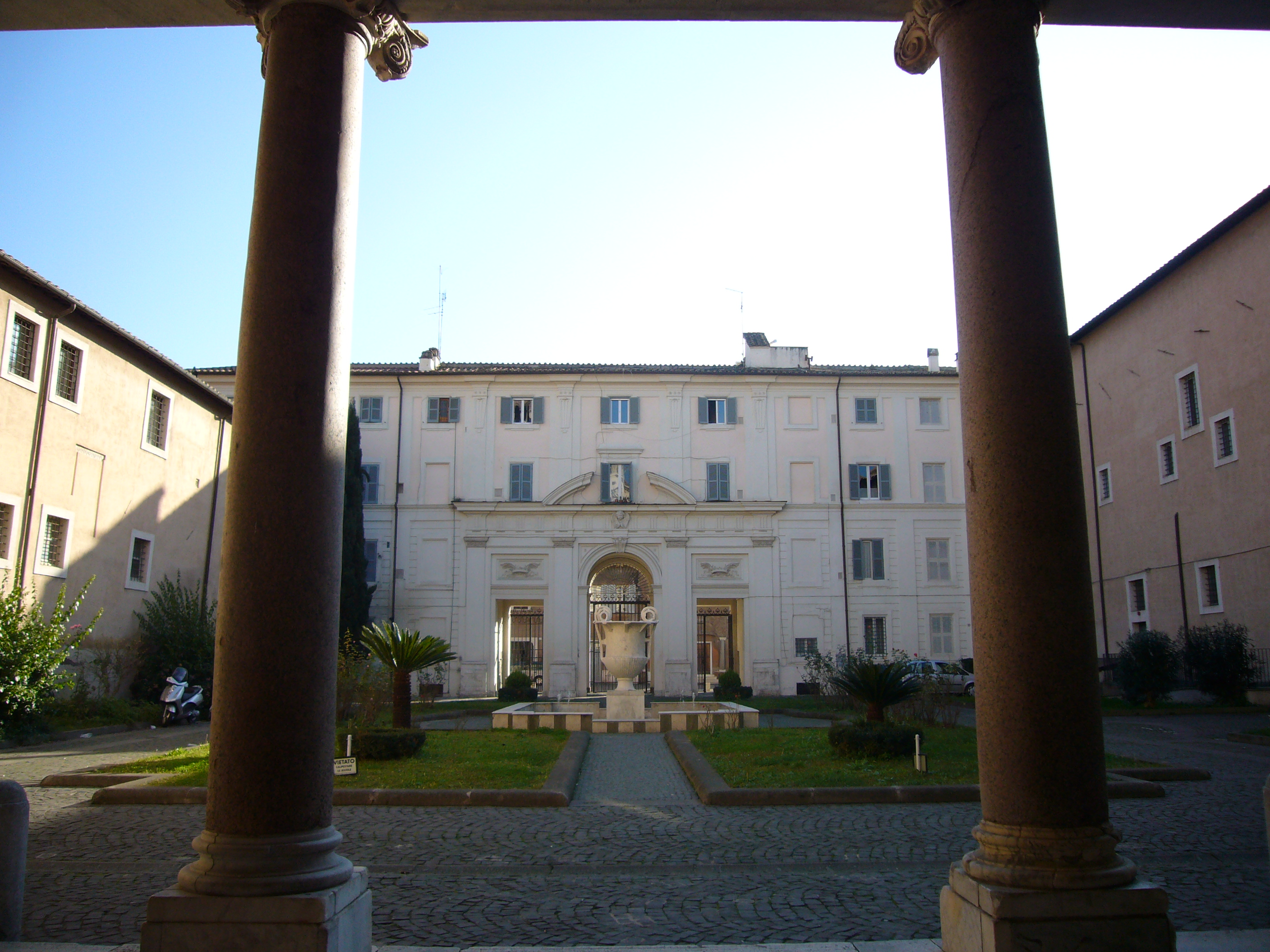
De cortile gezien vanaf de narthex naar het poortgebouw aan de straatzijde.

Het monumentale poortgebouw aan de Piazza di Santa Cecilia dateert uit 1742 en is ontworpen door Ferdinando Fuga. Het wapenschild boven de centrale boog aan de straatzijde is dat van de opdrachtgever, toenmalig kardinaal-titularis Troiano Acquaviva.
Tussen het voorportaal en de eigenlijke basiliek ligt een ruime rechthoekige koer (cortile) ingericht als een binnentuin. In het midden is een fontein met een antieke marmeren kantharos. Aan weerszijden van de koer ligt een klooster: links dat van benedictinessen, rechts van franciscanessen.
De romaanse campanile uit de 12de eeuw is de enige scheve klokkentoren in Rome.
Tegen de gevel van de kerk aan leunt een narthex (portiek) die steunt op 4 antieke zuilen met ionische kapitelen. Daarboven loopt een minutieus uitgewerkte mozaïek uit de 12de eeuw in glaspasta. In tondo's zijn heiligen afgebeeld; Sint Cecilia is aangeduid met de letters SC. De naam "Francesco de Aquaviva" op de architraaf boven het mozaïek is die van de kardinaal-titularis die in 1724 belangrijke verbouwingen aan de kerk heeft laten uitvoeren. Van hem is ook het wapenschild in het fronton van de gevel dat eveneens door hem is aangebracht.

### Interieur

#### Middenschip en zijkapellen

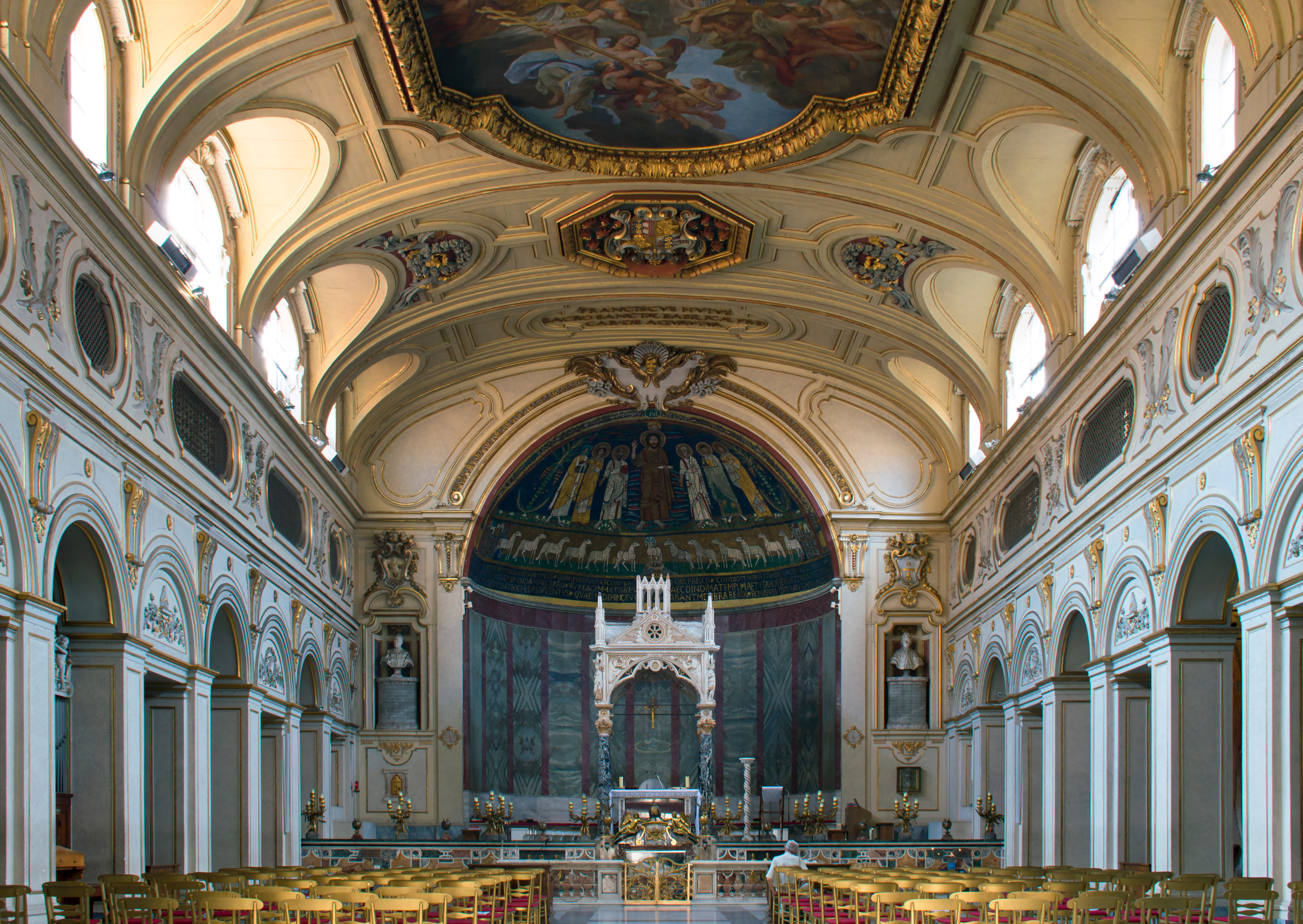
Interieur van de basiliek.
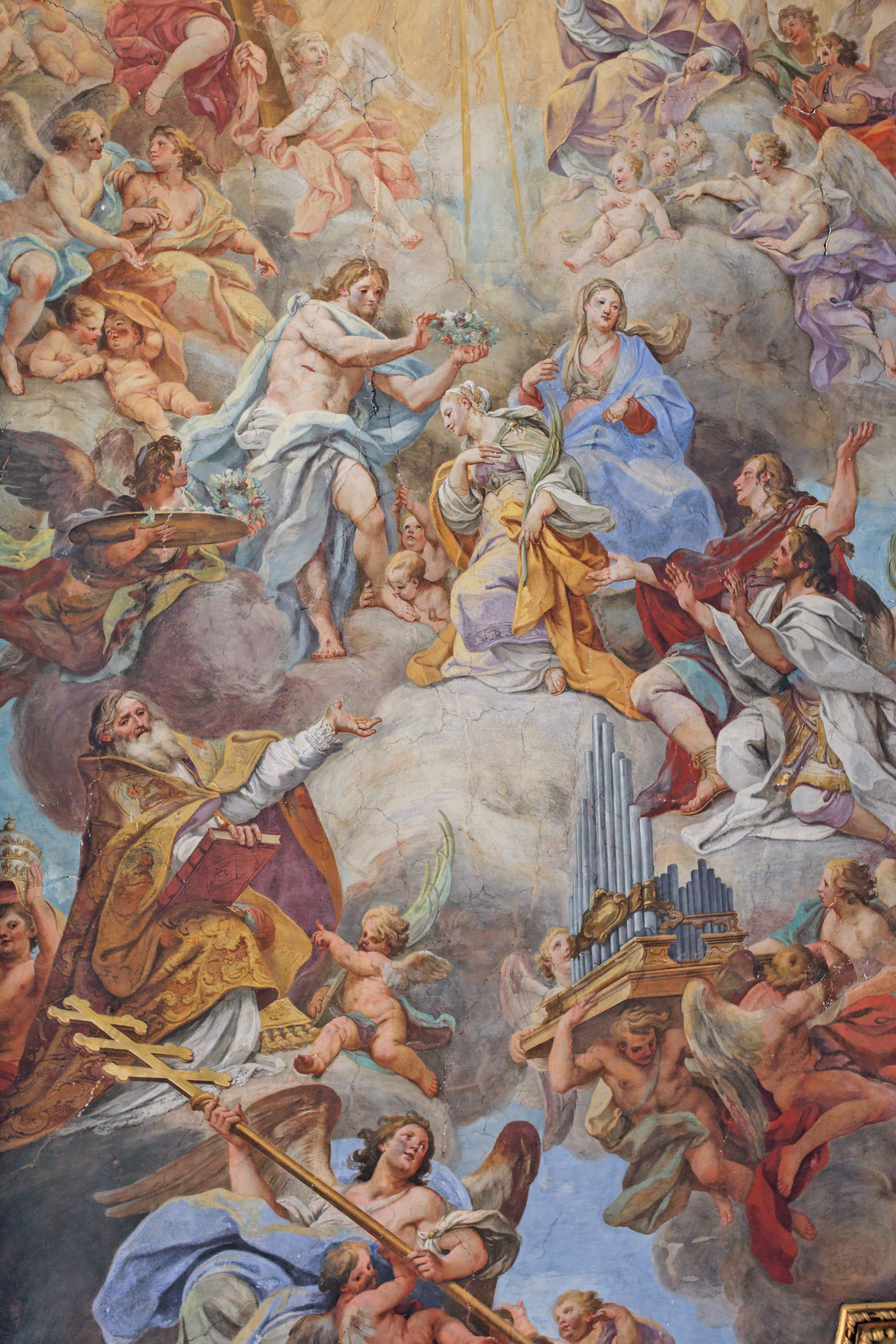
De Glorie van de Heilige Cecilia, fresco van Sebastiano Conca op het gewelf.
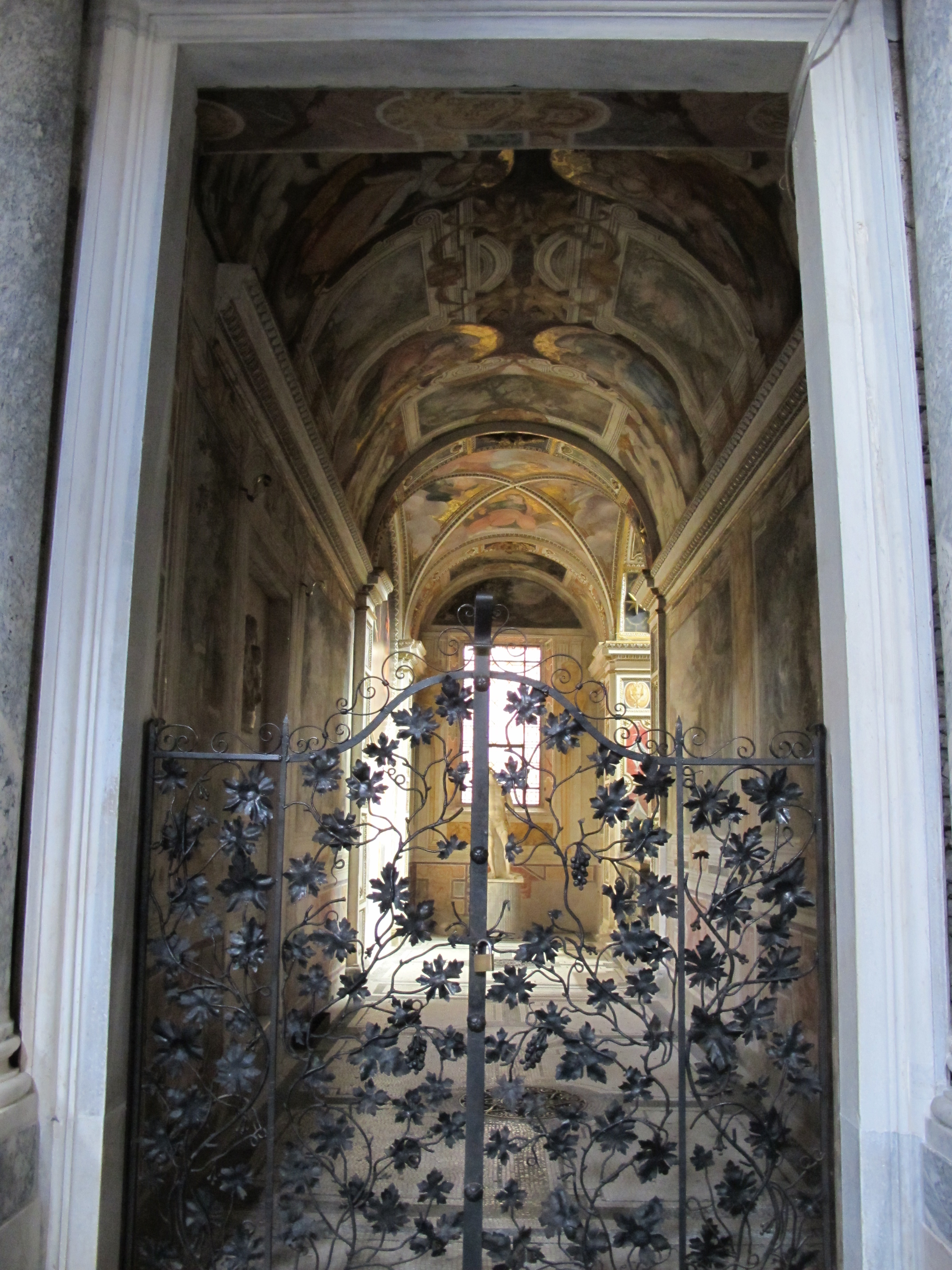
De gang naar de tweede kapel, met fresco's van Paul Bril.
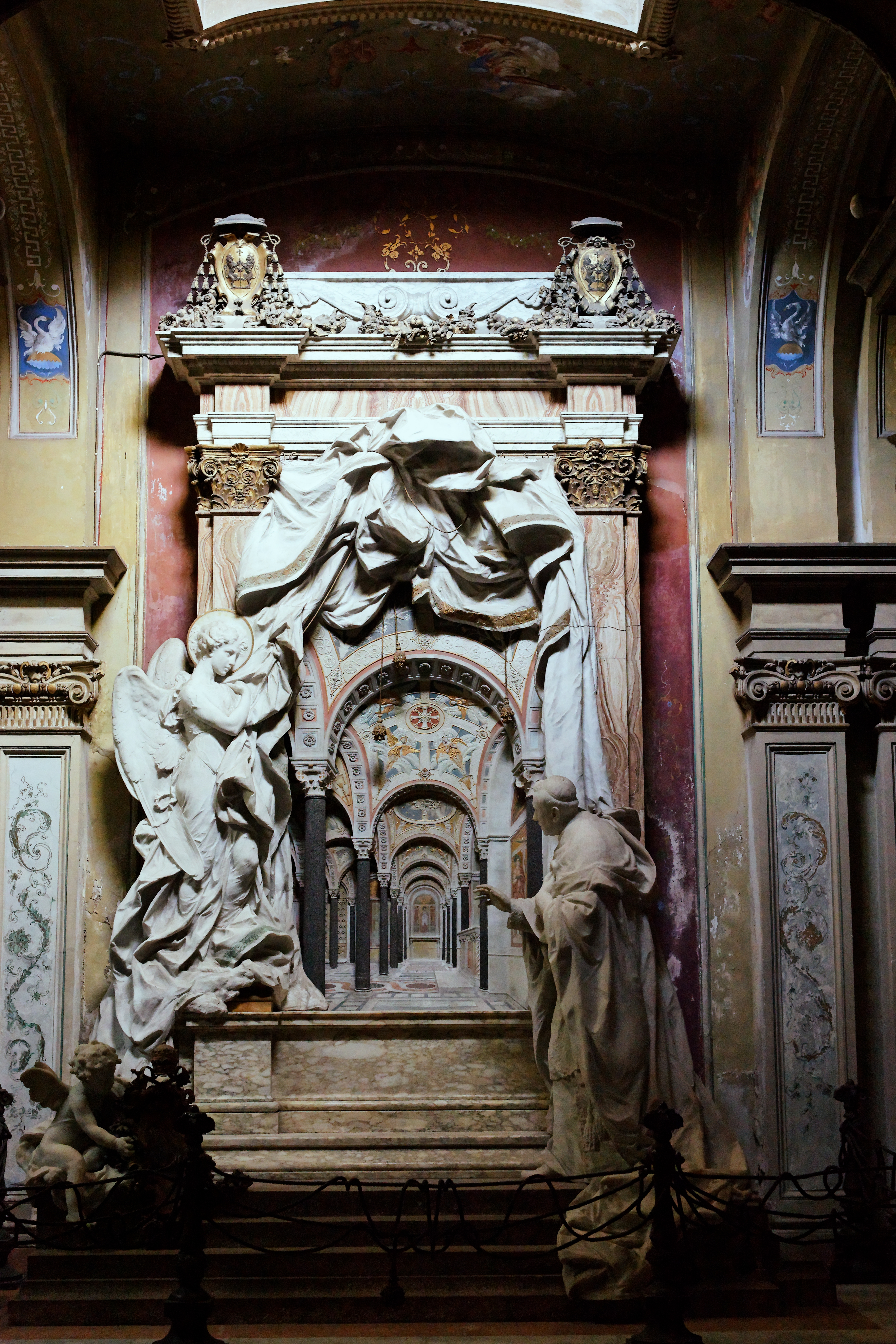
Grafmonument van kardinaal mariano Rampolla del Tindaro (1929).

Op de apsis in het priestergedeelte na is de oorspronkelijke middeleeuwse bouw nog nauwelijks te herkennen in het interieur. In de eerste helft van de 18de eeuw heeft de reeds genoemde kardinaal Francesco Acquaviva het houten concave gewelf laten aanbrengen en laten decoreren met stucwerk. Het fresco in het midden van het gewelf stelt de Glorie van de heilige Cecilia voor (werk van Sebastiano Conca, omstreeks 1725). Ook werden de vensters verkleind en kregen ze een andere vorm. Onder de vensters werd aan weerszijden een rij "coretti" met roosters aangebracht, van waarachter de kloosterzusters de eredienst konden bijwonen zonder te worden gezien door de aanwezigen in de kerk.
Om de stabiliteit van het gebouw te verzekeren werden in de 19de eeuw de ronde zuilen aan weerszijden van het middenschip ingewerkt in rechthoekige gestucte bakstenen pilasters.
De basiliek heeft enkel aan de rechterkant zijkapellen. De tweede kapel (meestal gesloten) wordt voorafgegaan door een smalle gang achter een sierlijk smeedijzeren hek. Deze gang is gedecoreerd met fresco's van de Vlaming Paul Bril (omstreeks 1600), die landschappen en heiligen voorstellen. Achteraan in de gang staat een beeld van Sint Sebastiaan, werk van Lorenzetto. De derde kapel die uitgeeft op het rechter zijschip is van de familie Ponziani; de vierde is die van de Relikwieën. in de vijfde en laatste kapel bevindt zich het theatrale grafmonument van kardinaal Mariano Rampolla del Tindaro (1929). Dit monument imiteert de crypte van deze basiliek die kardinaal Rampolla in het begin van de 20ste eeuw had laten verbouwen.

#### Priestergedeelte

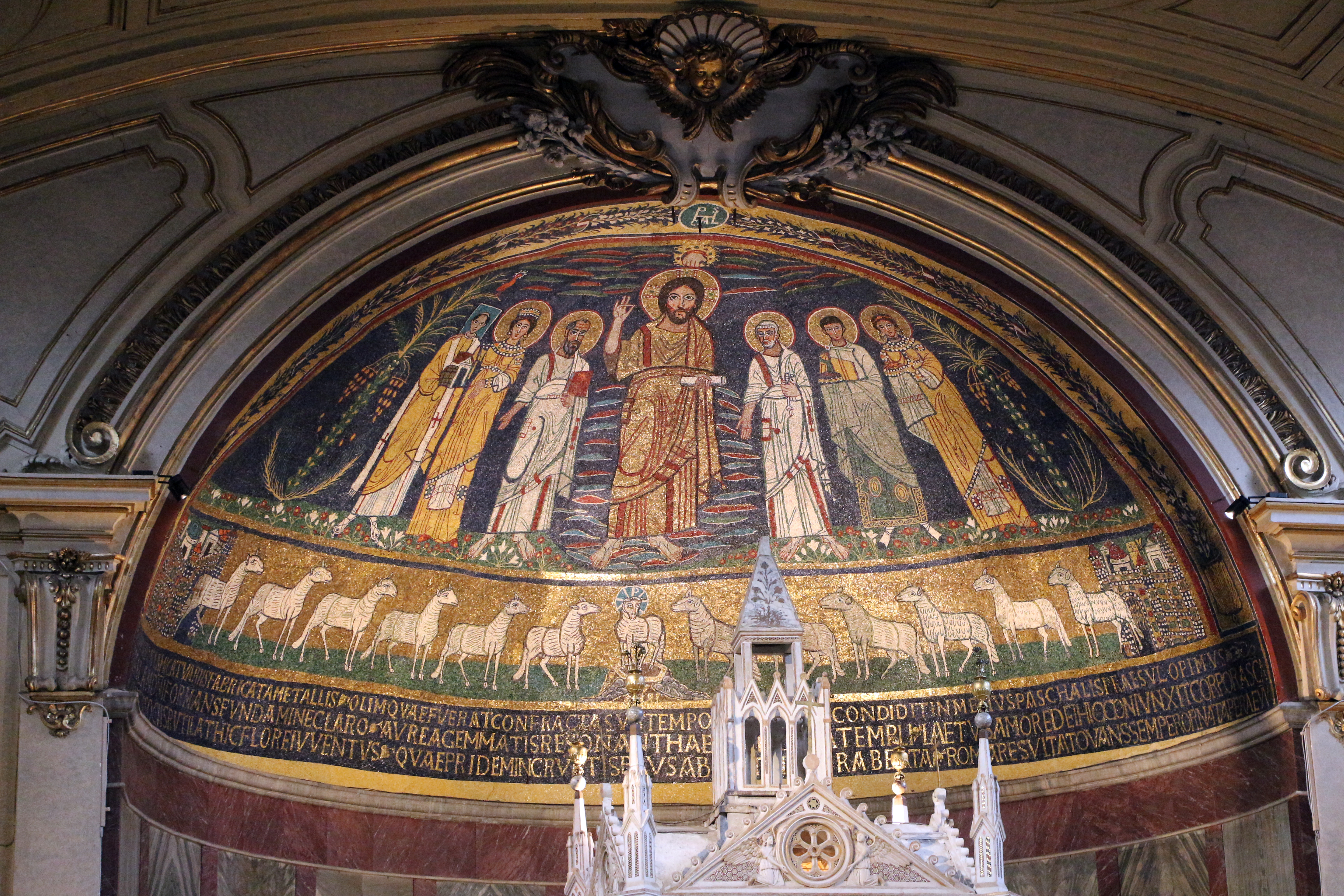
Het mozaïek in de apsis (820).
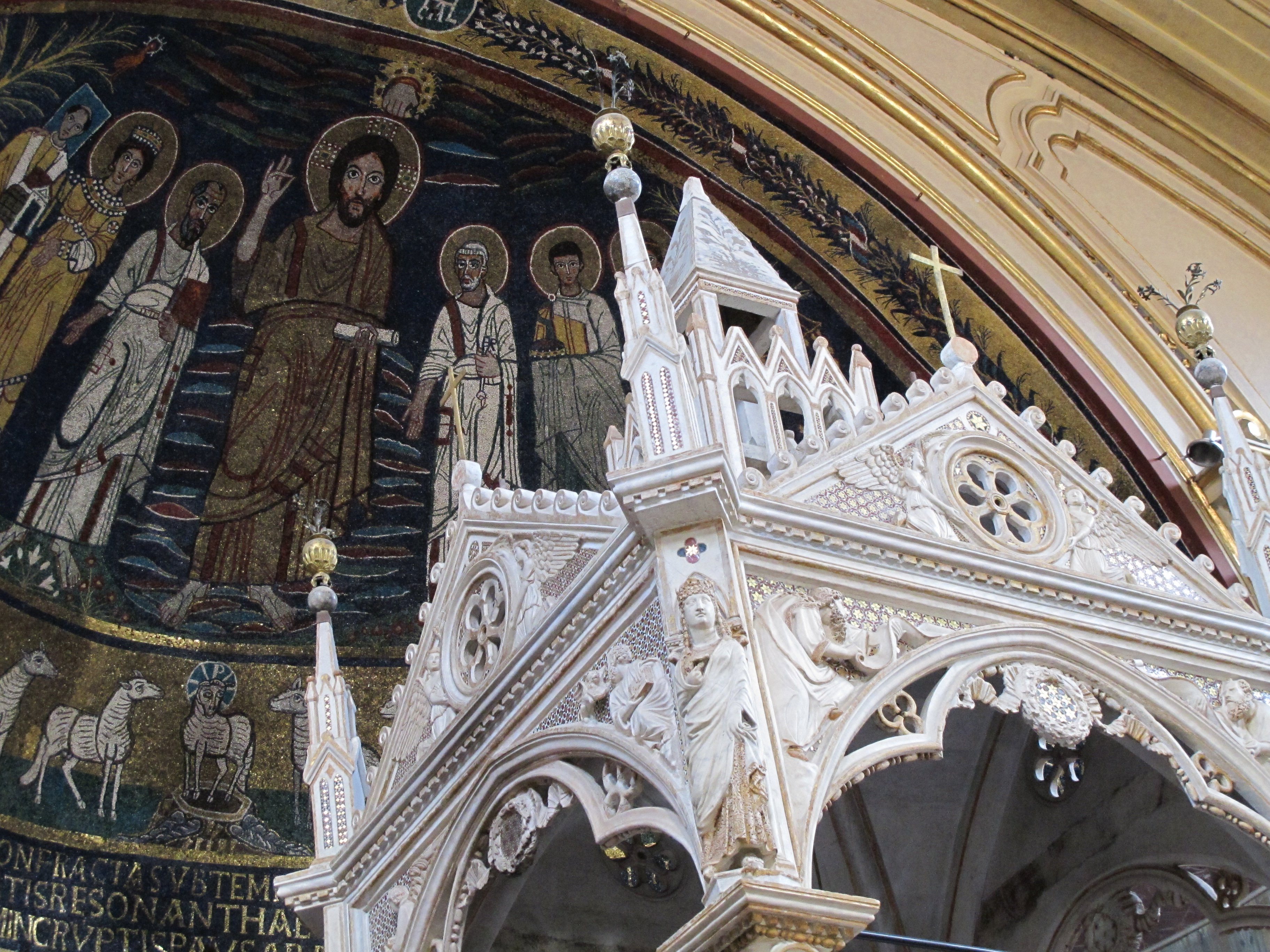
Ciborium van Arnolfo di Cambio (1293).
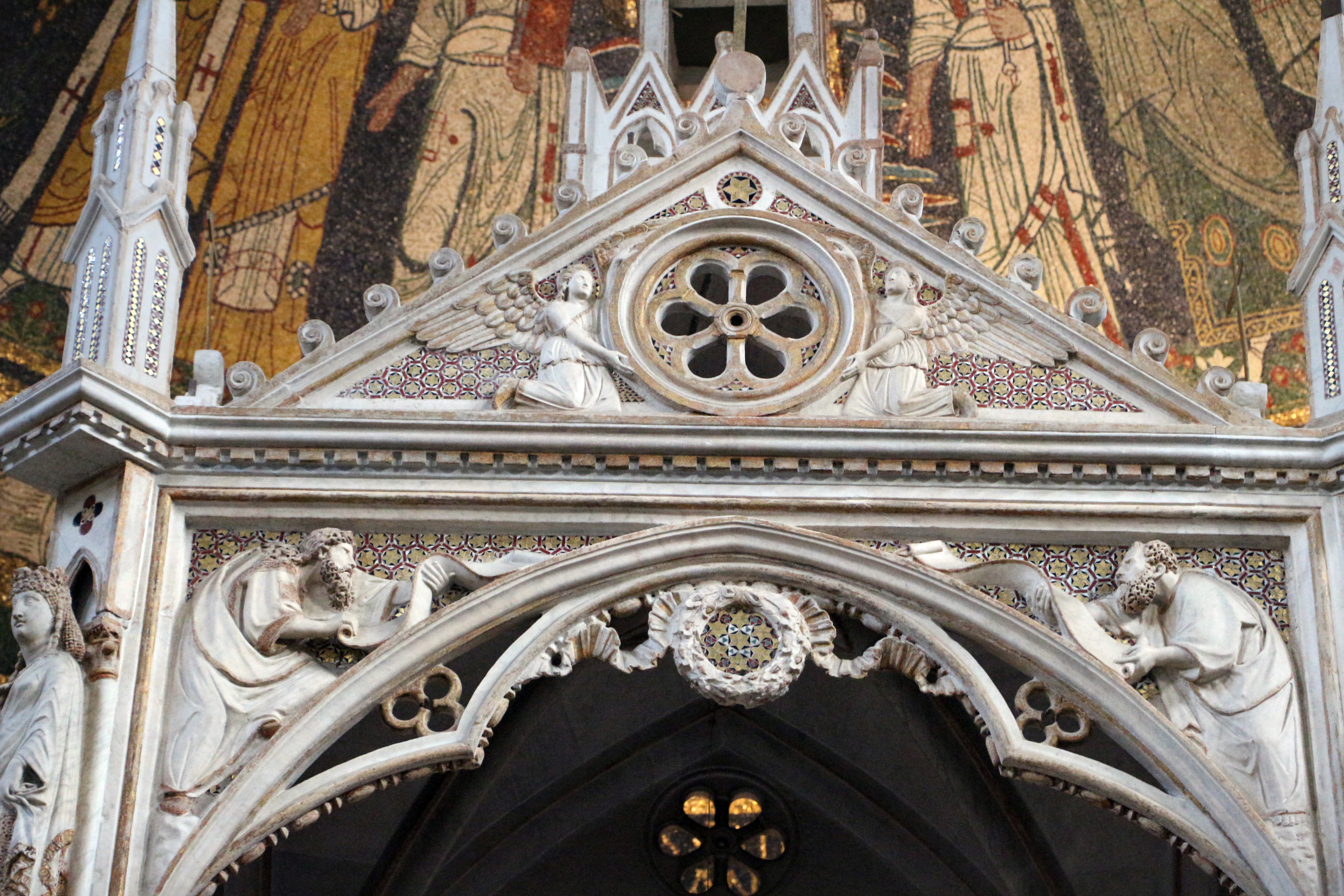
Ciborium van Arnolfo di Cambio.
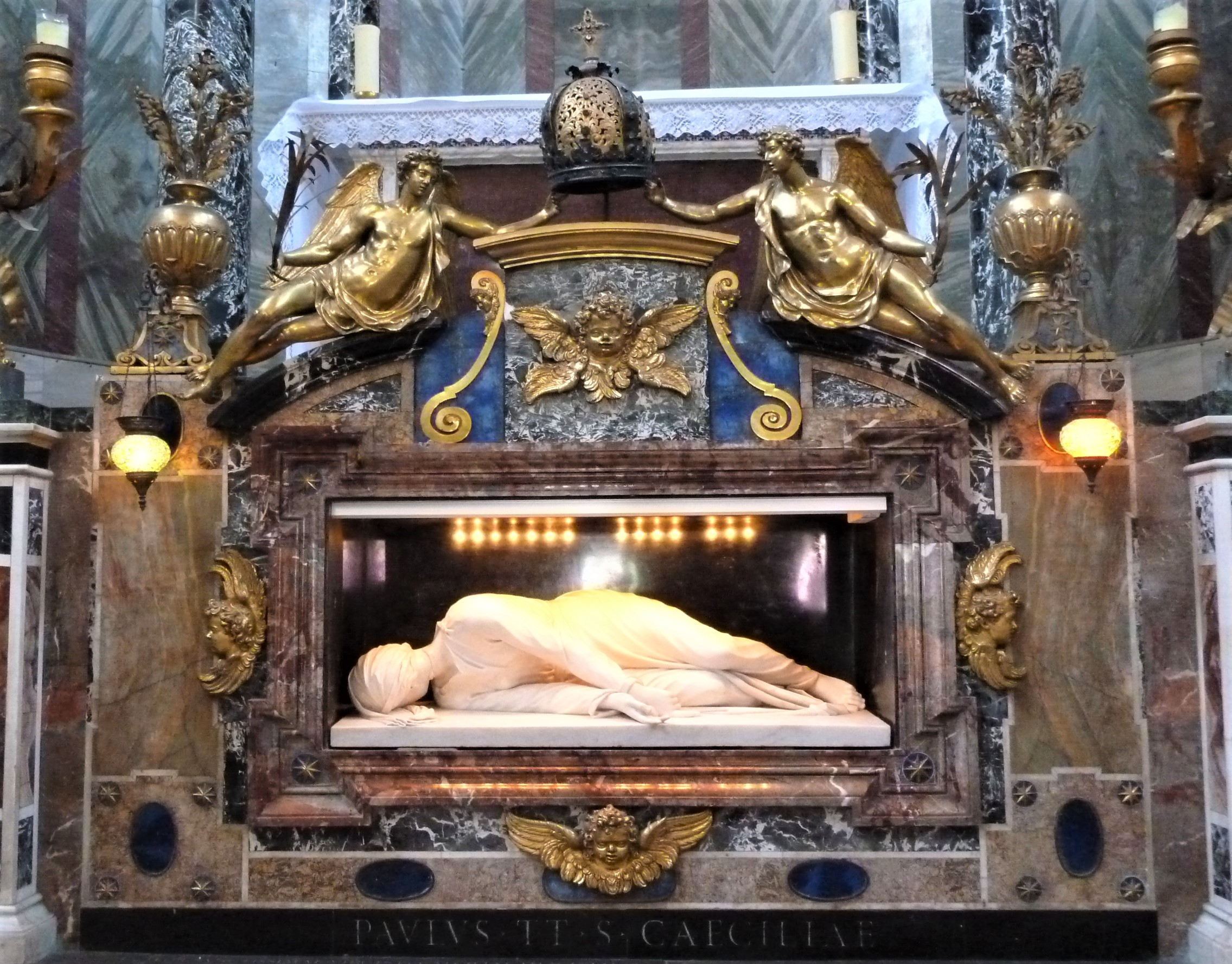
Het beeld van Santa Cecilia (door Stefano Maderno, 1600) in de nis onder het hoofdaltaar.

In de concha van de apsis is het mozaïek uit 820 bewaard. In het midden staat de zegenende Christus, die vanuit het paradijs de overwinningskrans krijgt toegereikt door God de Vader. Uiterst links van Christus staan paus Paschalis I met de vierkante blauwe nimbus van de levenden en met in zijn handen het model van de kerk die hij aanbiedt; dan volgen Cecilia die haar arm over de schouders van de paus legt, en Sint Pieter. Rechts van Christus staan Sint Paulus en de heiligen Valerianus (de echtgenoot van Cecilia) en Agatha. Aan de uiteinden staan palmbomen, symbool van het paradijs; op de linkse boom zit een feniks, symbool van de verrijzenis. Onder deze scène loopt een strook met tweemaal zes lammeren die de apostelen voorstellen. Zij treden naar buiten uit de heilige steden Bethlehem en Jeruzalem, en richten zich tot het Lam Gods dat centraal staat op een rots waaruit vier stromen ontspringen. Centraal op de bovenste boog, boven de hand met de zegekrans, is het monogram van paus Paschalis I te zien.
Het uiterst verfijnde gotische ciborium boven het hoofdaltaar is een meesterwerk van Arnolfo di Cambio uit 1293. Op de hoeken staan boven de kapitelen 4 beelden van heiligen: Cecilia, haar man Valerianus, Tiburtius te paard en paus Urbanus I. In de zwikken staan 2 profeten, de 4 evangelisten en 2 vrouwelijke figuren. De 4 timpanen hebben elk een rosas dat wordt ondersteund door 2 engelen.
Het marmeren beeld in de nis onder het hoofdaltaar toont hoe het lichaam van Cecilia werd aangetroffen toen haar graf in 1599 werd geopend: men beweert dat haar lichaam zelfs toen nog intact zou geweest zijn. Het beeldhouwwerk van de jonge kunstenaar Stefano Maderno geeft de heilige liggend weer, met het gezicht afgewend naar beneden zodat de wonde van de onthoofding duidelijk zichtbaar is aan haar hals. In de houding van haar beide handen meent men een verwijzing naar de drie-eenheid van God te zien. Het beeld is gemaakt uit helder wit marmer van Paros, wat sterk contrasteert met de nis van zwart marmer waarin het beeld ligt.

### Archeologische site en crypte

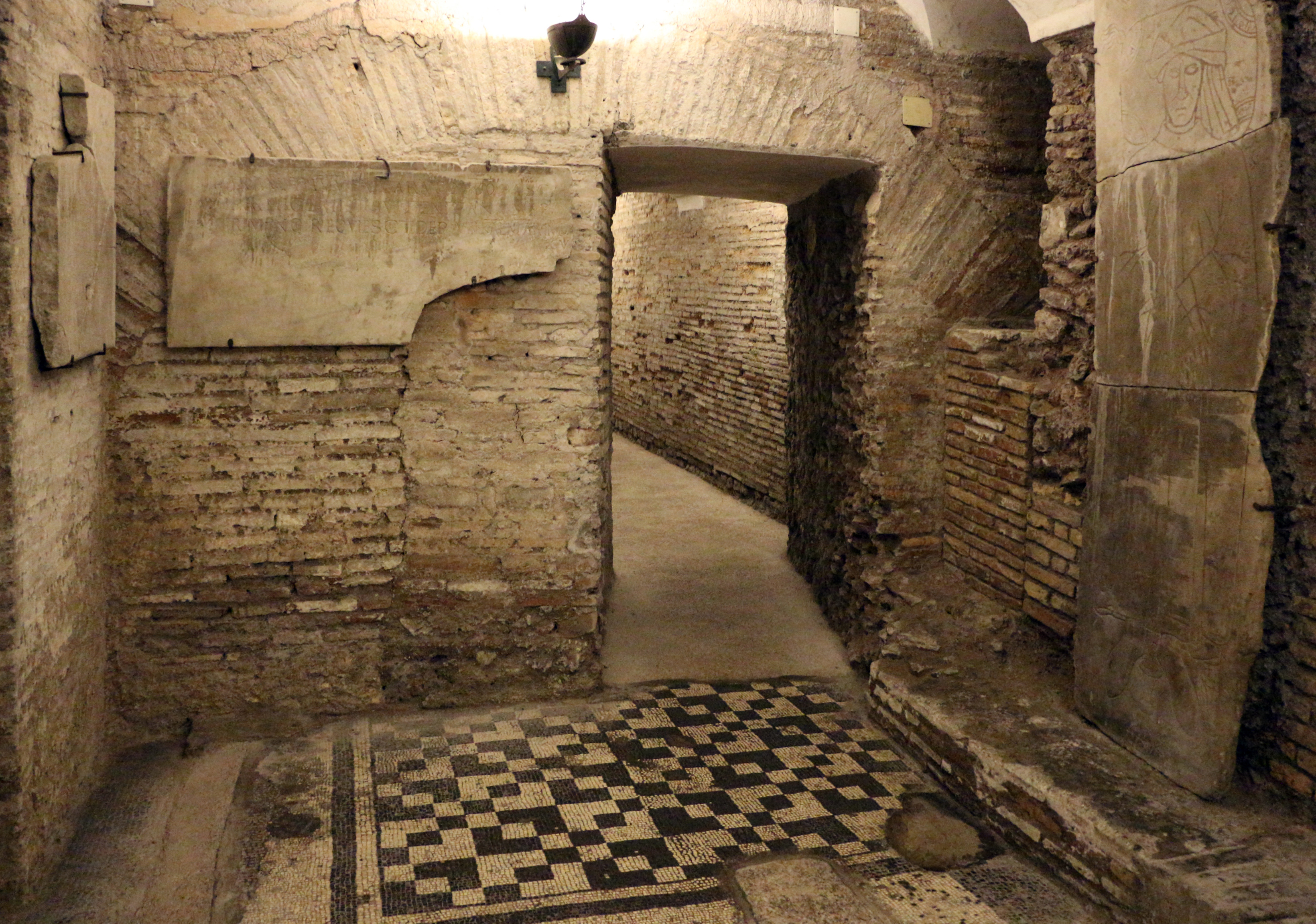
Antieke woningen onder de Santa Cecilia.
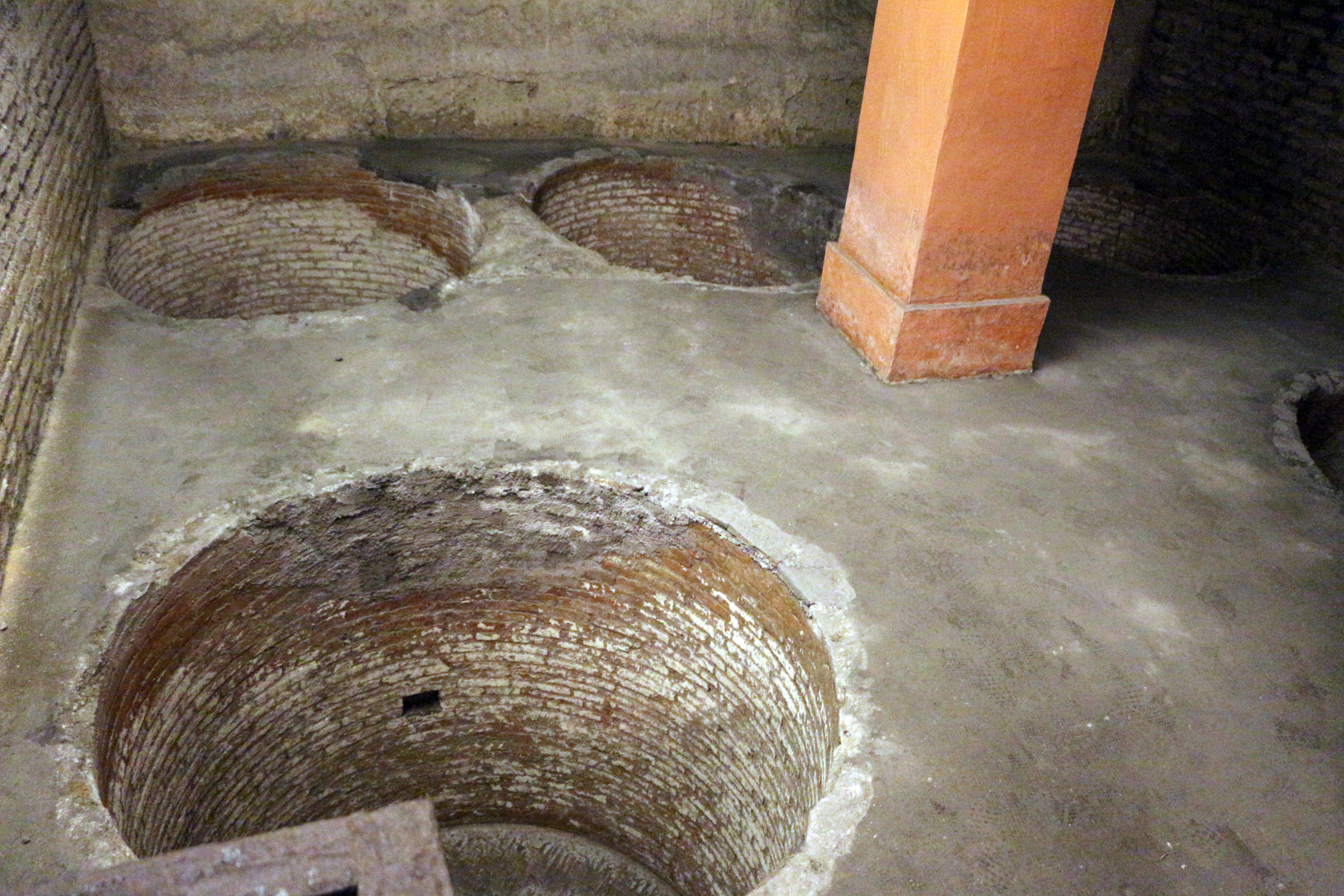
Graansilo's of putten voor leerlooierij?
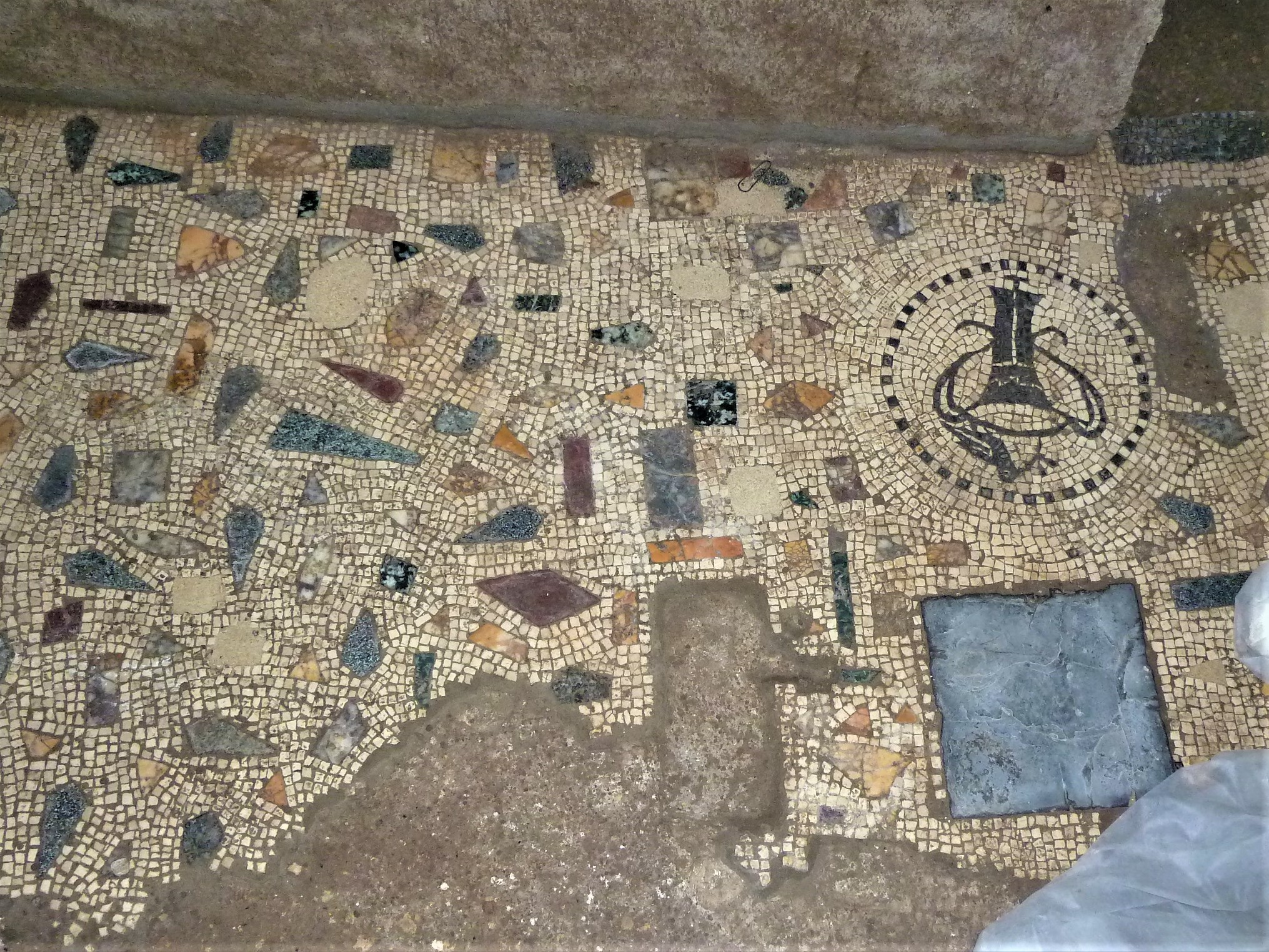
Antieke vloermozaïek.
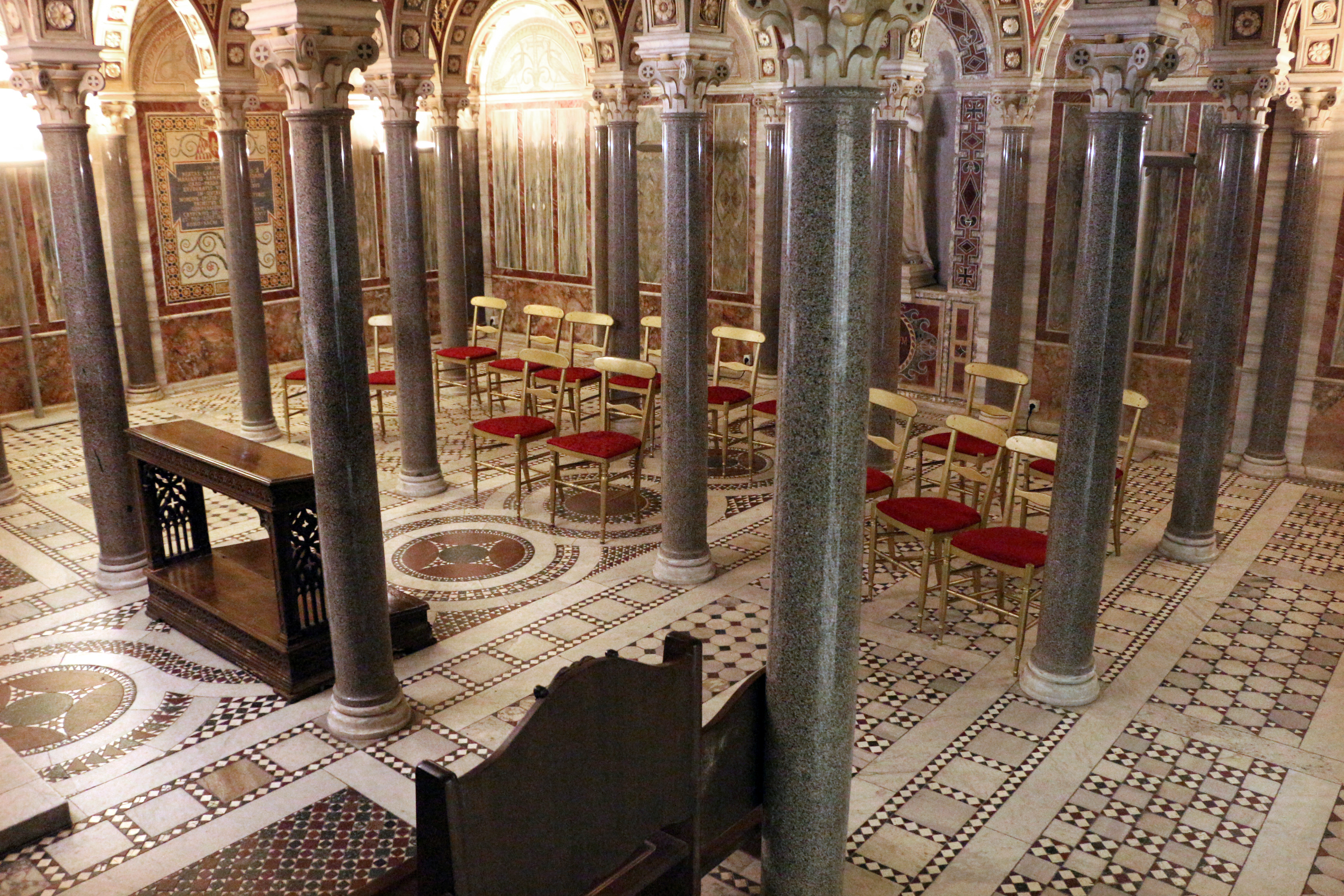
Crypte (verbouwd omstreeks 1900).
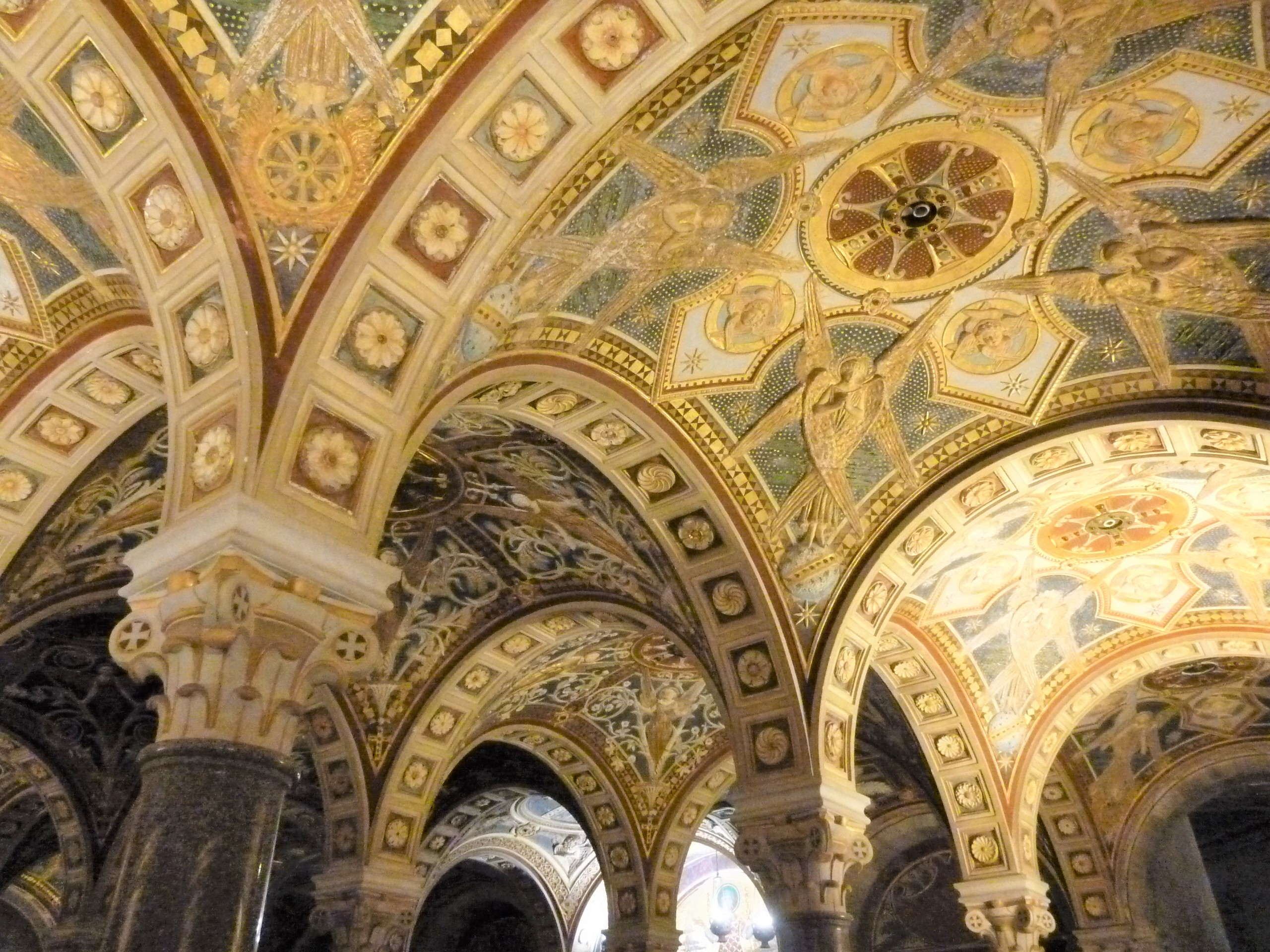
Gewelf van de crypte.

Links achteraan in de basiliek is de ingang tot de archeologische site die een viertal meter lager ligt. De bezoekersroute loopt doorheen resten van een huis van de 2de eeuw v.C. en van een 'insula' (flatgebouw) van de 2de eeuw n.C. Daarvan resten nog zuilen, delen van mozaïekvloeren, en 8 ronde bakstenen silo's in de vloer; mogelijks waren deze bestemd voor het looien van leer, ofwel voor het bewaren van graan.
Via de archeologische site bereikt men de crypte die in het begin van de 20ste eeuw is verbouwd. De 20 koepelvormige delen van het gewelf steunen elk op 4 zuilen, en zijn bekleed met engelenfiguren in stucwerk die de Byzantijnse stijl imiteren. Achter het altaar van de crypte worden de resten van Cecilia en enkele andere heiligen bewaard in sarcofagen onder het hoofdaltaar van de basiliek.

### Fresco op de binnengevel

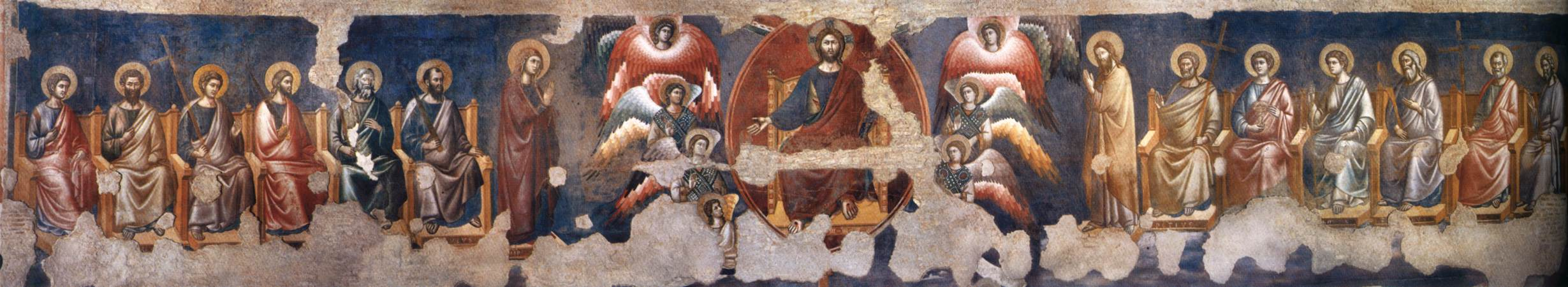
Fresco van Het Laatste Oordeel door Pietro Cavallini.

Via het klooster van de benedictinessen naast de kerk kan men op bepaalde tijdstippen toegang krijgen tot het koorgedeelte van de basiliek, waar men tegen de binnenzijde van de gevel fresco's van Pietro Cavallini van het einde van de 13de eeuw kan zien. Het linkse tafereel is een Boodschap aan Maria, het centrale tafereel stelt het Laatste Oordeel voor. Hierin zetelt Christus centraal, omringd door engelen en geflankeerd door Maria en Johannes de Doper. Aan weerszijden zitten 6 apostelen met de blik op Christus gericht. In de onderste strook wekken engelen met hun bazuinen de doden op uit het graf; tussen hen staan het kruis en de marteltuigen van Christus' lijdensverhaal.
Deze fresco's werden in de 16de eeuw overpleisterd voor de inrichting van het koor en werden pas omstreeks 1900 herontdekt.

## Geraadpleegde bronnen
- (it)  Valentina Oliva, La Basilica di Santa Cecilia in Roma, 49 pp., Genova (2010).
- (it)  Touring Club Italiano, Guida d'Italia: Roma, p. 528-531, Milano 1993 (8e ed.).
- (it)  Mauro LUCENTINI; Paola Lucentini, Eric Giacchino Lucentini en Jack Lucentini, La grande guida di Roma. Per chi ama la città eterna e vuole conoscerla meglio in poco tempo. Newton & Compton editori (juli 2007), pp. 568-571. ISBN 978-88-8289-053-7.

Sant'Agnese fuori le mura · 
Sant'Agnese in Agone · 
Sant'Agostino · 
Sant'Alberto Magno · 
Basilica di Santa Anastasia · 
Sant'Andrea al Quirinale · 
Sant'Andrea delle Fratte · 
Sant'Andrea della Valle · 
Sant'Andrea in Via Flaminia · 
Sant'Angela Merici · 
Santi Angeli Custodi a Città Giardino · 
Sant'Anselmo all'Aventino · 
Sant'Antonio da Padova all'Esquilino · 
Sant'Antonio da Padova in Via Tuscolana · 
Sant’Antonio di Padova a Circonvallazione Appia · 
Sant'Antonio in Campo Marzio · 
Sant'Apollinare alle Terme Neroniane-Alessandrine · 
Sant'Atanasio · 
Sant'Atanasio a Via Tiburtina · 
Santi Aquila e Priscilla · 
Santa Balbina · 
San Bernardo alle Terme · 
Santi Bonifacio e Alessio · 
San Callisto · 
San Camillo de Lellis · 
San Carlo ai Catinari · 
San Carlo al Corso · 
Basiliek van Santa Cecilia in Trastevere · 
San Cesareo in Palatio · 
Santa Chiara a Vigna Clara · 
San Clemente · 
San Corbiniano · 
Santi Cosma e Damiano in Via Sacra · 
San Crisogono · 
Santa Croce in Gerusalemme · 
Santa Croce in Via Flaminia · 
Sacro Cuore di Cristo Re · 
Sacro Cuore di Gesù · 
Sacro Cuore di Gesù agonizzante a Vitinia · 
Dio Padre Misericordioso · 
Santi XII Apostoli · 
San Domenico di Guzman · 
Santi Domenico e Sisto · 
Sant'Elena fuori Porta Prenestina · 
Sant'Eligio dei Ferrari · 
Sant'Emerenziana a Tor Fiorenza · 
Sant'Eugenio · 
Sant'Eusebio · 
Santi Fabiano e Venanzio a Villa Fiorelli · 
San Felice da Cantalice a Centocelle · 
Santa Francesca Romana · 
San Francesco a Ripa · 
San Francesco di Paola ai Monti · 
Friezenkerk · 
San Frumenzio ai Prati Fiscali · 
Il Gesù · 
Gesù Divino Lavoratore · 
San Giacomo in Augusta · 
San Gioacchino ai Prati di Castello · 
Santi Gioacchino e Anna al Tuscolano · 
San Giovanni a Porta Latina · 
San Giovanni Bosco in via Tuscolana · 
San Giovanni Crisostomo a Monte Sacro Alto · 
San Giovanni dei Fiorentini · 
Santi Giovanni e Paolo · 
Santi Giovanni Evangelista e Petronio · 
San Giovanni Maria Vianney · 
San Girolamo dei Croati · 
San Giuliano Martire · 
San Giustino · 
Gran Madre di Dio · 
San Gregorio Magno al Celio · 
San Gregorio Magno alla Magliana Nuova · 
San Gregorio VII · 
Sant'Ignazio · 
Sint-Jan van Lateranen · 
Sint-Juliaan-der-Vlamingen · 
San Leonardo da Porto Maurizio · 
San Leone I · 
San Liborio · 
San Lorenzo in Damaso ·  
San Lorenzo in Lucina · 
San Lorenzo in Panisperna · 
San Luca a Via Prenestina · 
San Luigi dei Francesi · 
Santuario della Madonna del Divino Amore · 
Madonna dell'Archetto - 
Santi Marcellino e Pietro · 
San Marcello al Corso · 
San Marco · 
Santa Maria ai Monti · 
Santa Maria Ausiliatrice in Via Tuscolana · 
Santa Maria Consolatrice al Tiburtino · 
Santa Maria degli Angeli e dei Martiri · 
Santa Maria dei Miracoli en Santa Maria in Montesanto · 
Santa Maria dell'Anima · 
Santa Maria della Pace · 
Santa Maria della Salute a Primavalle · 
Santa Maria della Scala · 
Santa Maria della Vittoria · 
Santa Maria delle Grazie a Via Trionfale · 
Santa Maria del Popolo · 
Santa Maria del Suffragio · 
Santa Maria di Monserrato · 
Santa Maria Domenica Mazzarello · 
Santa Maria Goretti · 
Santa Maria Immacolata a Grottarossa · 
Santa Maria in Aquiro · 
Santa Maria in Aracoeli · 
Santa Maria in Campitelli · 
Santa Maria in Cappella · 
Santa Maria in Domnica · 
Santa Maria in Transpontina · 
Santa Maria in Trastevere · 
Santa Maria in Trivio · 
Santa Maria in Vallicella · 
Santa Maria in Via · 
Santa Maria in Via Lata · 
Santa Maria Liberatrice a Monte Testaccio · 
Santa Maria Madre della Providenza a Monte Verde · 
Santa Maria Madre del Redentore a Tor Bella Monaca · 
Basiliek van Santa Maria Maggiore · 
Santa Maria Regina degli Apostoli alla Montagnola · 
Santa Maria Regina Mundi a Torre Spaccata · 
Santa Maria sopra Minerva · 
Santa Beata Maria Vergine Addolorata a piazza Buenos Aires · 
San Martino ai Monti · 
Natività di Nostro Signore Gesù Cristo a Via Gallia · 
Santi Nereo e Achilleo · 
San Nicola in Carcere · 
Santissimo Nome di Maria al Foro Traiano · 
Nostra Signora del Sacro Cuore · 
Ognissanti in Via Appia Nuova · 
Sant'Onofrio · 
Sint-Pancratiusbasiliek · 
Pantheon (Rome) · 
San Patrizio ·
Sint-Anna in Lateranen ·
Sint-Paulus buiten de Muren · 
Sint-Pietersbasiliek · 
Santi Pietro e Paolo a Via Ostiense · 
San Pietro in Montorio · 
San Pietro in Vincoli · 
Santa Prassede · 
Preziosissimo Sangue di Nostro Signore Gesù Cristo · 
Santa Prisca · 
Santa Pudenziana · 
Santi Quattro Coronati · 
Santi Quirico e Giulitta · 
Santissimo Redentore e Sant'Alfonso in Via Merulana · 
Santa Sabina · 
San Salvatore in Lauro · 
Sint-Sebastiaan buiten de Muren · 
San Silvestro in Capite · 
Santi Simone e Giuda Taddeo a Torre Angela · 
Sixtijnse Kapel · 
Santa Sofia a Via Boccea · 
Santa Susanna · 
Tempietto van San Pietro in Montorio · 
Santa Teresa al Corso d’Italia · 
Trinità dei Monti · 
Sant’Ugo · 
Beata Vergine Maria del Monte Carmelo a Mostacciano · 
Basilica di San Vitale